# Aloe thompsoniae
Aloe thompsoniae là một loài thực vật có hoa trong họ Măng tây. Loài này được Groenew. mô tả khoa học đầu tiên năm 1936.